# Адольф Едгар Ліх
Адольф Едгар Ліх (при народженні Адольф Едгар Ліховетцер; 13 вересня 1876 — 11 жовтня 1944) — єврейсько-німецький актор, сценарист і кінорежисер.

## Біографія
Він народився в єврейський родині в Кременчуці, який тоді був частиною Російської імперії. Адольф мав вивчати медицину, але натомість з початку 1890-х років виступав у російських балаганних театрах. Потім емігрував емігрував до Німеччини, щоб працювати в театрі, а потім і в німому кіно. У 1897 році він вперше виступив на сцені у Відні в місцевому Народному театрі . У 1898 році грав у Мюнхенському театрі на Гертнерплац, у 1899 році — у Зальцбурзькому міському театрі. У 1900 році він приїхав до Берліна на сцену місцевого сецесіону. У 1901 році він повернувся до Фольксбюне у Відні, а в 1902 році був ангажований у Кляйнес-театр у Берліні.
Наступні роки він жив у столиці Рейху, грав у різних театрах, тимчасово керував театром на Кеніґгратцер-штрассе, Народним театром і протягом року — Німецьким театром. Сам він грав переважно на сценах Рейнхардта. Там же він познайомився зі своєю майбутньою дружиною Мартою Ангерштайн. З 1914 по 1918 рік був директором Театру Альберта в Дрездені, де відбулися прем'єри «Сина» (1914) та «Антігони» (1917) Газенклевера.
У кіно Лічо був чимось на кшталт «тотального режисера»: він був активним актором (здебільшого у ролях другого плану), був режисером і мав власну дистриб'юторську компанію (Licho-Film-Verleih GmbH). У 1922 році він заснував Licho-Film GmbH разом із Георгом Віттом.
Після захоплення влади нацистською партією до Відня в 1933 році і до Парижа в 1937 році., а потім 1940 р. через Більбао до Сполучених Штатів. У Голлівуді він грав другорядні ролі аж до своєї смерті в 1944 році. Він також тримав кафе-бар.

## Вибрана фільмографія
- 1913: Schuldig
- 1918: Keimendes Leben
- 1918: Der fremde Fürst
- 1918: Der gelbe Schein
- 1920: Von morgens bis mitternachts
- 1920: Das rote Plakat
- 1920: Der Todesschacht
- 1920: Der weiße Pfau
- 1920: Leben und Lüge
- 1920: Madame Récamier
- 1920: Whitechapel. Eine Kette von Perlen und Abenteuern
- 1921: Die Geliebte Roswolskys
- 1921: Das rätselhafte Testament
- 1921: Fahrendes Volk
- 1921: Entgleist
- 1921: Der Schicksalstag
- 1921: Irrende Seelen
- 1922: Tiefland
- 1922: Frauenopfer
- 1922: Das Spiel mit dem Weibe
- 1922: Das goldene Netz
- 1922: Der Graf von Charolais
- 1922: Kinder der Zeit
- 1922: Lucrezia Borgia
- 1924: Der Sturz ins Glück
- 1924: Kaddisch
- 1924: Komödianten
- 1925: Der Demütige und die Sängerin
- 1925: Die Stadt der Versuchung
- 1925: Das Abenteuer der Sybille Brant
- 1925: Herrn Filip Collins Abenteuer
- 1927: Die selige Exzellenz
- 1927: Die Liebe der Jeanne Ney
- 1927: Luther – Ein Film der deutschen Reformation
- 1928: Charlott etwas verrückt (nur Regie)
- 1928: Skandal in Baden-Baden
- 1929: Der Erzieher meiner Tochter
- 1930: Alraune
- 1931: 1914, die letzten Tage vor dem Weltbrand
- 1931: Grock
- 1931: Viktoria und ihr Husar
- 1931: Menschen hinter Gittern
- 1931: Der Herzog von Reichstadt
- 1931: Reserve hat Ruh
- 1932: Diva in Vertretung
- 1932: Was sagt Onkel Emil dazu?
- 1933: Der große Bluff
- 1933: Das Testament des Dr. Mabuse (1933)|Das Testament des Dr. Mabuse
- 1934: Ende schlecht, alles gut (Film)|Ende schlecht, alles gut
- 1935: Tagebuch der Geliebten
- 1935: Bretter, die die Welt bedeuten (1935)|Bretter, die die Welt bedeuten
- 1936: Katharina die Letzte
- 1936: Skeppsbrutne Max / Rendezvous im Paradies
- 1938: Les Trois valses
- 1938: Le drame de Shanghaï
- 1938: Gibraltar
- 1938: Chéri-Bibi
- 1941: Man Hunt
- 1941: It Started with Eve
- 1942: Reunion in France
- 1942: Sein oder Nichtsein
- 1942: Once Upon a Honeymoon
- 1943: Mission to Moscow
- 1943: Above Suspicion
- 1943: Hitler’s Madman
- 1944: Phantom Lady
- 1944: The White Cliffs of Dover
- 1944: The Mask of Dimitrios
- 1944: The Seventh Cross